# Overcome (album của All That Remains)
Overcome là album phòng thu thứ tư của ban nhạc heavy metal Mỹ All That Remains. Nó được phát hành vào ngày 19 tháng 9 năm 2008. Overcome là album đầu tiên của All That Remains không được sản xuất bởi Adam Dutkiewicz của Killswitch Engage và cũng là album đầu tiên với tay trống Jason Costa.

## Tổng quan
Vào ngày 21 tháng 7 năm 2008, hai bài hát trong album mới - "Before the Damned" và "Relrowish" - đã xuất hiện lần đầu tiên trên hồ sơ MySpace của ban nhạc. Nhận xét về các bài hát, ca sĩ Philip Labonte tuyên bố: "Điều này thể hiện khía cạnh nặng nề hơn của ATR. Lần trước chúng tôi đã làm điều này, chúng tôi đã đưa ra 'The Weak Willed' và chúng tôi cảm thấy như đó là một truyền thống để thực sự đá bạn Đầu tiên chúng tôi khoe những thứ mới! Vì vậy, đây là thứ nặng nhất mà chúng tôi nghĩ ra cho 'Vượt qua.' "" Chiron "xuất hiện lần đầu tiên vào ngày 11 tháng 8 năm 2008, trên hồ sơ MySpace của ban nhạc. Bài hát là đĩa đơn đầu tiên trong album, với cảnh hậu trường được quay lên và video âm nhạc chính thức được gửi lên YouTube. Hai trong số các bài hát của album, "Hai tuần" và "Chiron", đã được cung cấp dưới dạng nội dung có thể tải xuống cho Rock Band vào ngày 9 tháng 9 năm 2008. Các bài hát được độc quyền cho Rock Band trong một tuần trước khi album được phát hành.
"Hai tuần" đã được thêm vào trang MySpace của ban nhạc vào ngày 8 tháng 9 năm 2008, để giúp thúc đẩy việc phát hành gói bài hát trên Rock Band. Đây là đĩa đơn thứ hai của album và một video âm nhạc đã được phát hành cho nó. Bài hát đã trở thành hit lớn nhất của họ cho đến nay, lọt vào top 10 trên Mainstream Rock Tracks của Billboard.
Album đã vào Billboard 200 ở vị trí 16 và đã bán được hơn 200.000 bản.
Ban nhạc đã phát hành đĩa đơn thứ ba từ album "Forever In Your Hands", phát thanh vào ngày 15 tháng 6 năm 2009. Đây cũng là phiên bản acoustic của bài hát, lần đầu tiên ban nhạc phát hành một bài hát acoustic. 
Vào ngày 7 tháng 10 năm 2009, ban nhạc đã phát hành bản nhạc thưởng "Frozen", trước đây chỉ có ở Nhật Bản, dưới dạng tải xuống miễn phí từ trang web của họ. Cùng ngày, một video âm nhạc cho "Mãi mãi trong tay bạn" đã được phát hành. 
Vào ngày 17 tháng 3 năm 2010, "Days Without" đã được phát hành trên Rock Band Network dưới dạng một bài hát có thể tải xuống. Vào ngày 8 tháng 4 năm 2010, "Forever In Your Hands" theo sau. Cuối cùng, "Undone" đã được phát hành vào ngày 27 tháng 4 năm 2010.